# Makiko Ito
Makiko Ito (伊藤 真貴子, Itō Makiko; Kazuno, 18 januari 1973) is een voormalige Japanse langeafstandsloopster, die gespecialiseerd was in de marathon. Ze schreef enkele grote internationale marathons op haar naam. 

## Loopbaan
In 1993 werd Ito vijfde op de halve marathon van Gold Coast. In 1995 werd ze zeventiende op de marathon van Nagoya. Een jaar later verbeterde ze zichzelf naar een vijfde plaats. In 1997 werd ze derde bij de marathon van Rotterdam en won ze de marathon van Tokio.
Met een veertiende plaats op de marathon van Osaka in 1999 beëindigde Ito haar sportieve loopbaan.

## Persoonlijke records
| Onderdeel      | Prestatie | Datum         | Plaats     |
| -------------- | --------- | ------------- | ---------- |
| halve marathon | 1:12.05   | 18 juli 1993  | Gold Coast |
| marathon       | 2:26.03   | 20 april 1997 | Rotterdam  |

## Palmares

### halve marathon
- 1993: 5e halve marathon van Gold Coast - 1:12.05
- 1997: 23e WK in Košice - 1:12.08

### marathon
- 1995: 17e marathon van Nagoya - 2:36.14
- 1996: 5e marathon van Nagoya - 2:28.14
- 1997:  marathon van Rotterdam - 2:26.03
- 1997:  marathon van Tokio - 2:27.45
- 1999: 14e marathon van Osaka - 2:34.18